# Katedrála Notre-Dame (Lucemburk)
Katedrála Notre-Dame v Lucemburku je římskokatolická katedrála založená v roce 1613 původně jako jezuitský kostel. Jedná se o významný příklad pozdně gotické architektury, obsahuje však i renesanční prvky.

## Historie
Kostel byl založen 7. května 1613. 17. října 1621 byl zasvěcen Neposkvrněnému početí Panny Marie. V roce 1778, poté, co jezuité odešli z Lucemburku, byl přejmenován na kostel sv. Mikuláše a sv. Terezie. V roce 1796 byla do kostela přemístěna milostná soška Panny Marie Těšitelky zarmoucených, patronky města i národa. 31. března 1848 byl kostel zasvěcen Panně Marii, 27. června 1870 jej papež Pius IX. povýšil na katedrálu. V letech 1935-1938 byla katedrála kvůli velkému množství přicházejících poutníků rozšířena pod vedením lucemburského architekta Huberta Schumachera.

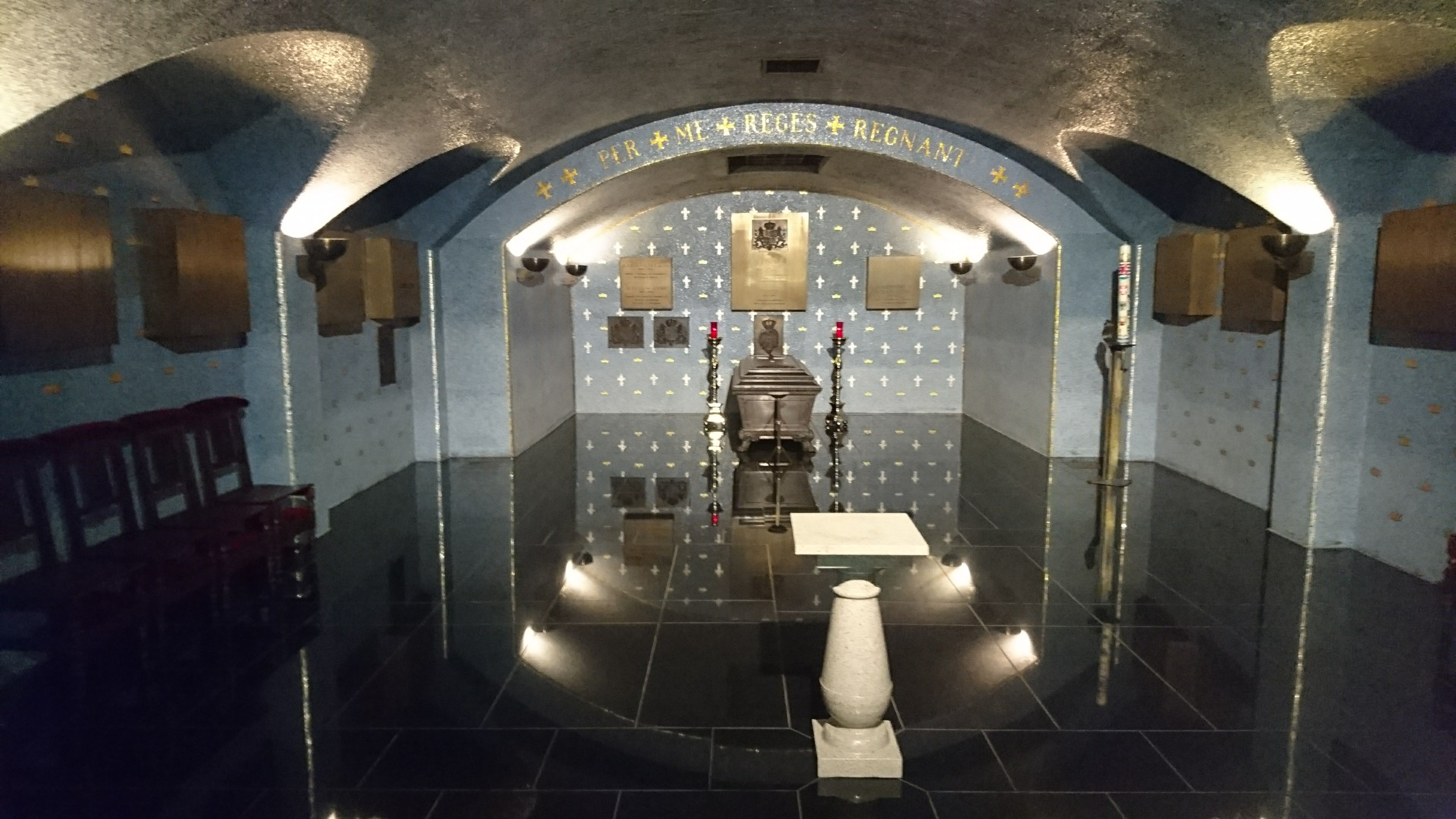
Hrobka českého krále Jana Lucemburského

## Zajímavosti
- V kryptě katedrály se nacházejí hroby členů velkovévodské rodiny – Jana Lucemburského, Marie-Adléty Lucemburské, Marie Anny Portugalské, Šarloty Lucemburské, jejího manžela Felixe Bourbonsko-Parmského a jejich snachy Josefíny Šarloty Belgické. Má tam být údajně pochován také Břetislav Olomoucký, Přemyslovec z olomouckého údělu, kteří vládli na severní Moravě až do obnovení vlády Vladislava I.Jindřicha (pražská větev Přemyslovců) v celém markrabství v letech 1200 - 1203.
- Na hřbitově přiléhajícím ke katedrále je Národní památník odboje a deportace, jehož ústředním prvkem je bronzová socha Politický vězeň, vytvořená lucemburským sochařem Lucienem Wercollierem.

## Oktáv Matky Boží

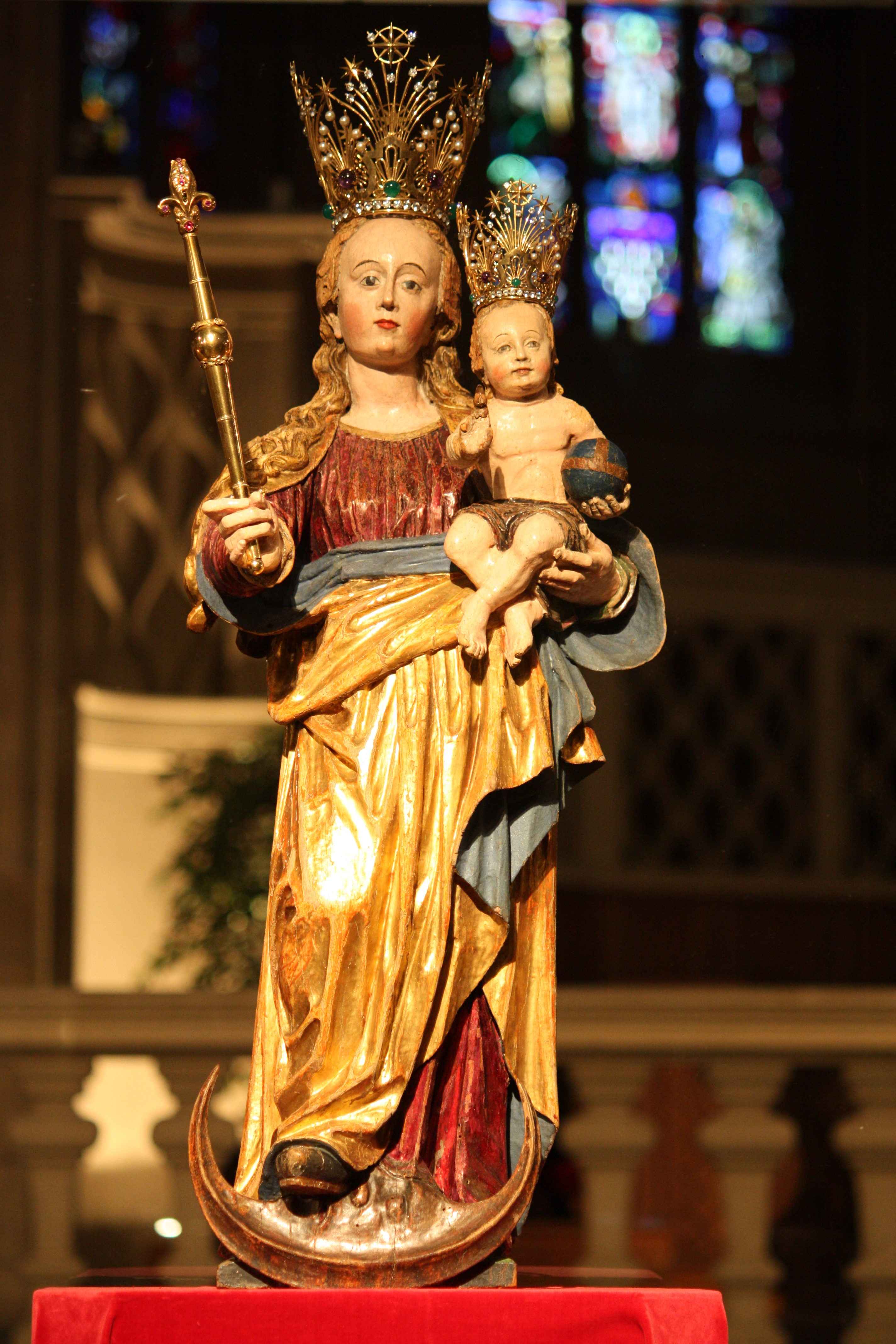
Consolatrix afflictorum, Těšitelka zarmoucených, po rekonstrukci v roce 2008

V katedrále se každý rok mezi čtvrtou a šestou nedělí velikonoční koná pouť k milostné sošce Panny Marie Těšitelky zarmoucených. Soška je vysoká asi 73 centimetrů a byla vytvořena z lipového dřeva v roce 1624. Zobrazuje Pannu Marii s malým Ježíšem. Už od sedmnáctého století přichází k sošce mnoho poutníků a oktáv Matky Boží je v Lucembursku dodnes jedním z vrcholů církevního roku.